# Nico Teen Love
Albums de BB Brunes
Blonde comme moi
(2007) BB Brunes
(2010)
Singles
1. Dynamite
Sortie : 2009
2. Lalalove You
Sortie : 2009
3. Nico Teen Love
Sortie : 2010
4. Britty Boy
Sortie : 2010

Nico Teen Love est le second album du groupe de rock français BB Brunes, qui est sorti le 16 novembre 2009.
Adrien Gallo explique le titre en ces termes : « L'amour créé une dépendance, il agit comme pourrait agir de la nicotine sur l'organisme. L'homme ne peut pas s'en passer. Cet album montre à quel point l'amour peut être bon et bienfaisant et à quel point il peut s'avérer être nocif et destructeur ». C'est la petite amie du chanteur qui apparaît sur la pochette de l'album.
Peut-être pas cette fois reprend et revisite l'instrumental du générique du dessin animé Oggy et les Cafards.
Il a été vendu à plus de 300 000 exemplaires, ce qui en fait un disque de platine.

## Liste des titres
Toutes les musiques sont d'Adrien Gallo ; les textes sont d'Adrien Gallo et Boris Courret.
1. Seul ou accompagné
2. Dynamite*
3. (D)Andy
4. Cola Maya
5. Ma mods
6. Lalalove You*
7. Peut-être pas cette fois
8. Bouche B
9. Britty Boy*
10. M. la maudite
11. Black & Blue
12. Nico Teen Love*
13. 1/4 d'heure
14. Gare au loup
15. Illuminations

*sortis en CD single

## Crédits
- Réalisation : Antoine Gaillet et BB Brunes[2]
- Composition : Adrien Gallo[2]
- Paroles : Adrien Gallo et Boris Courret[2]
- Chant : Adrien Gallo[2]
- Mastering : Alexis Bardinet[2]

## Classements
| Classement (2007)            | Meilleure position |
| ---------------------------- | ------------------ |
| Belgique (Wallonie Ultratop) | 31                 |
| France (SNEP)                | 13                 |

## Certification
| Pays   | Organisme | Certification | Seuil   |
| ------ | --------- | ------------- | ------- |
| France | SNEP      | Platine       | 100 000 |